# Deutschnationale Studentenschaft
Die Deutschnationale Studentenschaft (auch: Deutsch-nationale Studentenschaft) war der offizielle Hochschulverband der Deutschnationalen Volkspartei (DNVP) in der Weimarer Republik. 
Da parteipolitisches Engagement damals weithin als „unakademisch“ galt, blieb der DNVP-Studentenverband jedoch wie die meisten anderen hochschulpolitischen Vereinigungen jener Zeit zahlenmäßig schwach. Er stand zudem im Schatten der einflussreichen Studentenverbindungen und anderer, sich selbst als „überparteilich“ bezeichnender Sammlungsbewegungen wie dem Deutschen Hochschulring oder dem 1927 gegründeten Stahlhelm-Studentenring Langemarck. Politisch zuletzt etwa zwischen Stahlhelm und dem Nationalsozialistischen Deutschen Studentenbund angesiedelt, kandidierte der Verband oft auf gemeinsamen Wahllisten der Verbindungen oder des Stahlhelm. 
1932 schloss sich die DNSt der Hochschulpolitischen Arbeitsgemeinschaft studentischer Verbände an, die sich gegen den Vormachtanspruch des Nationalsozialistischen Deutschen Studentenbundes richtete, aber nur von kurzer Dauer war. Nach der Machtergreifung der Nationalsozialisten 1933 stellte der Verband seine Arbeit ein.
Seine Geschäftsstelle war:
Bernburger Straße 24
Berlin SW. 11